# 武亚丁·博什科夫
武亚丁·博什科夫（[Вујадин Бошков] 错误：{{Langx}}：無法辨識語言標籤 sr-cyr（帮助）, 發音：[ʋujǎdin bǒʃkoʋ]，1931年5月16日—2014年4月27日）塞尔维亚足球运动员与教练。他曾在多家俱乐部执教，在皇家马德里和桑普多利亚均取得成功，获得过西甲联赛、意甲联赛和优胜者杯冠军，并曾两次进入冠军杯决赛。他的幽默感和讽刺话语缓解了赛后发布会的紧张气氛，使他成为当时意大利足坛很受欢迎的人物

## 俱乐部经历
博斯科夫生于前南斯拉夫的贝格茨，一座位于塞尔维亚名城诺维萨德城外15公里的村庄。博斯科夫的哥哥也曾是足球运动员，但去世较早。他的大部分职业生涯都效力于伏伊伏丁那 队，退役后也一直支持该队。伏伊伏丁那在Veternik的训练场以博斯科夫命名。博斯科夫曾被选入南斯拉夫国家队，并参加了1952年赫尔辛基奥运会上击败苏联队的比赛。也参加了1954年世界杯和1958年世界杯。
1961年，博斯科夫前往意大利参加意甲联赛，为桑普多利亚队效力一个赛季。之后他加入苏黎世年轻人队，作为队员兼教练效力了两个赛季。离开瑞士之后，博斯科夫回到了FK Vojvodina，担任了七个赛季的技术指导，带领球队获得了一次南斯拉夫联赛冠军。

## 教练生涯
“Penalty is when referee whistles.”——An example of one of Boškov's humorous quips in interviews.
在退役后他成为了一位知名教练，先后执教过费耶诺德、萨拉戈萨、皇马、桑普多利亚、罗马、那不勒斯等多支欧洲劲旅。1979年他成为西甲豪门皇家马德里的主帅，当年就率队获得西甲和国王杯双冠王。但1980-81赛季，皇马一路杀进欧洲冠军杯决赛却输给了利物浦。
“他不仅是一位伟大的教练，也是一位伟大的心理学家和一位智者”——帕柳卡回忆执教过自己的博斯科夫。
1989-90赛季率桑普多利亚获得优胜者杯，1990-1991赛季，博斯科夫率领桑普多利亚俱乐部获得意甲冠军。翌年，他率领桑普多利亚进入冠军杯决赛，但在温布利球场以0比1负于巴塞罗那足球俱乐部。他在桑普多利亚时通常采用人盯人使防守体系。他带领南斯拉夫国家足球队参与2000年欧洲杯，但在四分之一决赛中负于荷兰队出局。

## 教练生涯统计
| 足球隊                 | 從         | 至         | 記錄  | 記錄 | 記錄 | 記錄 | 記錄  |
| 足球隊                 | 從         | 至         | P     | W    | D    | L    | 勝率  |
| ---------------------- | ---------- | ---------- | ----- | ---- | ---- | ---- | ----- |
| 南斯拉夫国家足球队     | 1971年4月  | 1973年10月 | 27    | 10   | 12   | 5    | 37.04 |
| 海牙足球俱乐部         | 1974年6月  | 1976年7月  | 81    | 31   | 25   | 25   | 38.27 |
| 费耶诺德足球俱乐部     | 1976年7月  | 1978年6月  | 80    | 32   | 26   | 22   | 40.00 |
| 皇家萨拉戈萨足球俱乐部 | 1978年7月  | 1979年5月  | 46    | 19   | 9    | 18   | 41.30 |
| 皇家马德里             | 1979年8月  | 1982年3月  | 139   | 80   | 31   | 28   | 57.55 |
| 希洪竞技足球俱乐部     | 1982年7月  | 1984年6月  | 79    | 27   | 24   | 28   | 34.18 |
| 阿斯科利足球俱乐部     | 1984年11月 | 1986年6月  | 63    | 23   | 27   | 13   | 36.51 |
| 桑普多利亚             | 1986年7月  | 1992年6月  | 289   | 139  | 90   | 60   | 48.10 |
| 罗马足球俱乐部         | 1992年7月  | 1993年6月  | 51    | 19   | 18   | 14   | 37.25 |
| 那不勒斯               | 1994年10月 | 1996年6月  | 66    | 22   | 21   | 23   | 33.33 |
| 塞尔维特足球俱乐部     | 1996年7月  | 1996年12月 | 22    | 5    | 9    | 8    | 22.73 |
| 桑普多利亚             | 1997年11月 | 1998年6月  | 26    | 10   | 7    | 9    | 38.46 |
| 佩鲁贾                 | 1999年2月  | 1999年6月  | 14    | 5    | 2    | 7    | 35.71 |
| 南斯拉夫国家足球队     | 1999年7月  | 2000年7月  | 15    | 6    | 5    | 4    | 40.00 |
| 南斯拉夫国家足球队     | 2001年5月  | 2001年10月 | 8     | 4    | 2    | 2    | 50.00 |
| 總共                   | 總共       | 總共       | 1,006 | 432  | 308  | 266  | 42.94 |

## 荣誉

### 教练生涯
海牙足球俱乐部
- 荷兰杯: 1974–75

皇家马德里
- 西甲联赛: 1979–80
- 国王杯: 1979–80

阿斯科利足球俱乐部
- 意乙联赛: 1985–86

桑普多利亚足球俱乐部
- 欧洲优胜者杯: 1989–90
- 意甲联赛: 1990–91
- 意大利杯: 1987–88, 1988–89
- 意大利超级杯: 1991

## 去世
2014年4月27日，博斯科夫在诺维萨德逝世，享年82岁。意甲联盟官方，多家意大利足球俱乐部，西班牙皇家马德里足球俱乐部，塞尔维亚伏伊伏丁那足球俱乐部等球队均官方悼念这位伟大的传奇教练。